# Phyllosticta ruborum
Phyllosticta ruborum är en svampart som beskrevs av Sacc. 1881. Phyllosticta ruborum ingår i släktet Phyllosticta och familjen Botryosphaeriaceae.   Inga underarter finns listade i Catalogue of Life.